# Кійову Спортс
Футбольний клуб «Кійову Спортс» (фр. Kiyovu Sports Association) — руандійський професійний футбольний клуб, який базується в місті Кігалі. Клуб був заснований у 1964 році, та грає домашні матчі на стадіоні «Мумена» місткістю 15 тисяч глядачів. «Кійову Спортс» грає у Прем'єр-лізі Руанди, найвищому футбольному дивізіоні країни, та 7 разів чемпіоном країни, та двічі був володарем Кубка Руанди.

## Титули і досягнення
- Чемпіон Руанди (7): 1968, 1970, 1983, 1989, 1990, 1992, 1993.
- Володар Кубка Руанди (2): 1975, 1985